# Schilde
Schilde es una localidad y municipio de la provincia de Amberes en Bélgica. Sus municipios vecinos son Brecht, Ranst, Schoten, Wijnegem, Wommelgem y Zoersel. Tiene una superficie de 36,0 km² y una población en 2020 de 19.879 habitantes, siendo los habitantes en edad laboral el 59% de la población.

## Localidades

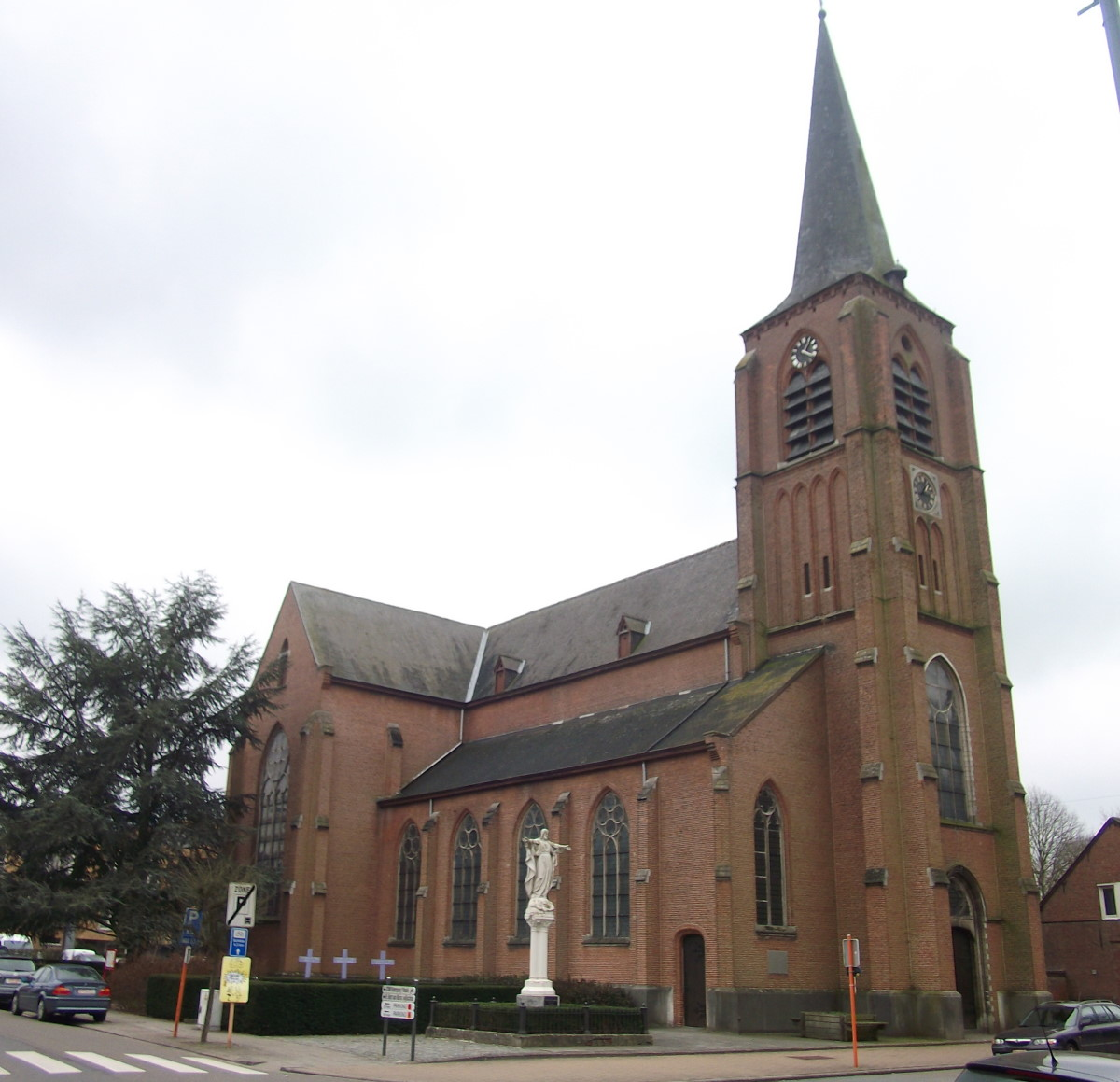
Parroquia de Santa Catalina.

Se encuentra en el extremo este de la aglomeración de Amberes, al norte del Canal Alberto.
El municipio cuenta con dos antiguos municipios que se fusionaron, 's-Gravenwezel y Schilde, junto con la antigua aldea de Schilde-Bergen.

## Demografía

### Evolución
Todos los datos históricos relativos al actual municipio, el siguiente gráfico refleja su evolución demográfica, incluyendo municipios después de efectuada la fusión el 1 de enero de 1977.
| Gráfica de evolución demográfica de Schilde entre 1846 y 2020 |
|                                                               |

## Monumentos
Entre sus monumentos destaca la «iglesia parroquial de Santa Catalina» y antiguas fortificaciones como el castillo de Schilde y el castillo de 's-Gravenwezel.